# Karel Ludvík Nasavsko-Saarbrückenský
Karel Ludvík Nasavsko-Saarbrückenský (6. ledna 1665, Saarbrücken – 6. prosince 1723, Idstein) byl nasavsko-saarbrückenský a nasavsko-idsteinským hrabětem.

## Život
Karel Ludvík se narodil v Saarbrückenu jako druhorozený syn hraběte Gustava Adolfa Nasavsko-Saarbrückenského a jeho manželky Kláry Eleonory Hohenlohe-Neuensteinské. Vyrůstal u svého strýce Wolganga Julia Hohenlohe-Neuensteinského, matčina bratra, a poté pokračoval ve studiu v Tübingenu a Paříži. Během Velké turecké války sloužil jako důstojník v armádě císaře Leopolda I.
Když v roce 1713 zemřel jeho starší bratr Ludvík Crato bez mužského dědice, převzal vládu nad Nasavskem-Saarbrückenem. Téhož roku se oženil s Kristýnou Šarlotou Nasavsko-Ottweilerskou, dcerou svého bratrance Fridricha Ludvíka Nasavsko-Ottweilerského.
Během své vlády propagoval industrializaci svého hrabství. Ve Warndtu rozšířil sklárnu, která byla založena již za Ludvíka II. usazováním hugenotských uprchlíků. V roce 1719 v Sulzbachu postavil novou solivarnu a gradovnu. Založil město Karlings, které bylo pojmenováno po něm.
Když v roce 1721 zemřel jeho bratranec Jiří August Nasavsko-Idsteinský, převzal společně se svým bratrancem a tchánem Fridrichm Ludvíkem vládu nad Nasavsko-Idsteinem-Wiesbadenem. V roce 1722 se nakrátko přestěhoval do Wiesbadenu, později téhož roku se však vrátil do Saarbrückenu a v roce 1723 se odstěhoval do Idsteinu. Tam 6. prosince 1723 ve věku 58 let zemřel a byl pohřben v idsteinské kapli. Odkazuje na něj deska v hradním kostele v Saarbrückenu.
Protože oba jeho synové zemřeli v dětství, stal se vládcem Nasavska-Saarbrückenu jeho tchán Fridrich Ludvík Nasavsko-Ottweilerský.

## Manželství a potomci
V roce 1713 se osmačtyřicetiletý Karel Ludvík oženil s o dvacet let mladší Kristýnou Šarlotou Nasavsko-Ottweilerskou. Měli spolu dva syny:
- Karel Fridrich Nasavsko-Saarbrückenský (1718–1719)
- Karel Ludvík Nasavsko-Saarbrückenský (1720–1721)